# جوایز انجمن موسیقی کانتری ۲۰۱۱
جوایز انجمن موسیقی کانتری ۲۰۱۱، چهل و پنجمین مراسم است که در ۹ نوامبر ۲۰۱۱ در مرکز سامت در نشویل، تنسی با میزبانی برندگان جایزه سی‌ام‌ای برد پیزلی و کری آندروود برگزار شد. تیلور سوئیفت، جیسون الدین و برد پیزلی هرکدام در ۵ بخش نامزدشده بودند، که بیشترین مقدار در مراسم بود.